# Росвалль, Йессика
Йессика Элизабет Андерсдоттер Росвалль (швед. Jessika Elisabeth Andersdotter Roswall; род. 18 декабря 1972, Helga Trefaldighet, Уппсала) — шведский адвокат, политический и государственный деятель. Член Умеренной коалиционной партии. В прошлом — министр по делам Евросоюза и северного сотрудничества (2022—2024). Депутат риксдага с 2010 года.

## Биография
Родилась 18 декабря 1972 года. Родители: адвокат Андерс Росвалль (Anders Roswall) и учительница Титти Росвалль (Titti Roswall), в девичестве Лильестранд (Liljestrand).
В 1991 году окончила гимназию в городе Авеста в лене Даларна. В школе вступила в молодёжную организацию Умеренных (MUF). Училась в городе Сундсвалль, затем изучала историю в Стокгольмском университете в 1995—1997 годах. Окончила юридический факультет Уппсальского университета в 2002 году, получила степень магистра права (Jur.kand.).
В 1994—1995 годах работала официанткой в ресторане в торговом центре Nordiska Kompaniet в Стокгольме, в 1996—1997 гг. — секретарём в адвокатской фирме Advokaterna Arnstedt Holmberg Wiberg AB в Стокгольме. В Энчёпинге устроилась в юридическую фирму Wigert & Placht AB в 2002 году.
В 1998—2000 гг. — член президиума Умеренных в городе Уппсала, в 2000—2001 гг. — председатель. В 2003—2005 гг. — председатель Умеренных в Энчёпинг, член президиума в 2003—2016 гг., секретарь с 2007 года. С 2006 года — член президиума Умеренных в лене Уппсала, в 2014—2019 гг. — председатель Умеренных в лене Уппсала.
По результатам парламентских выборов 2010 года избрана депутатом риксдага от лена Уппсала. Была членом Налогового комитета (2010—2011), Гражданского комитета (2011—2017), Комитета по рынку труда (2017—2018), Финансового комитета (2018—2019), Транспортного комитета (2019), членом Комитета по делам Евросоюза (2018—2019), вторым заместителем председателя Комитета по делам Евросоюза (2019—2022) и председателем Комитета по делам Евросоюза (2022), членом Апелляционной комиссии риксдага (2014—2018), членом Судебной коллегии (2015—2022), членом Отборочной комиссии (2018—2022), членом президиума риксдага (2018—2022). С 2020 года была первым заместителем председателя фракции. Член Военной делегации с 2018 года.
18 октября 2022 года назначена министром по делам Евросоюза и северного сотрудничества в Канцелярии Премьер-министра в правительстве Ульфа Кристерссона. 10 сентября 2024 года её сменила на посту Йессика Русенкранц.
В июле 2024 года правительство Ульфа Кристерссона номинировало её европейским комиссаром в комиссию под председательством Урсулы фон дер Ляйен на период 2024—2029 годов.

## Личная жизнь
Вышла замуж за Монса Вильхельмссона (Måns Vilhelmsson). У пары двое дочерей: Клара и Ханна. В 2012 году развелись.
Живёт в Энчёпинге, куда переехала в 2001 году.